# Nicolae Bălcescu (Călărași)
Nicolae Bălcescu é uma comuna romena localizada no distrito de Călăraşi, na região de Muntênia. A comuna possui uma área de 35.51 km² e sua população era de 1581 habitantes segundo o censo de 2007.